# Atles Mèdici-Laurentià

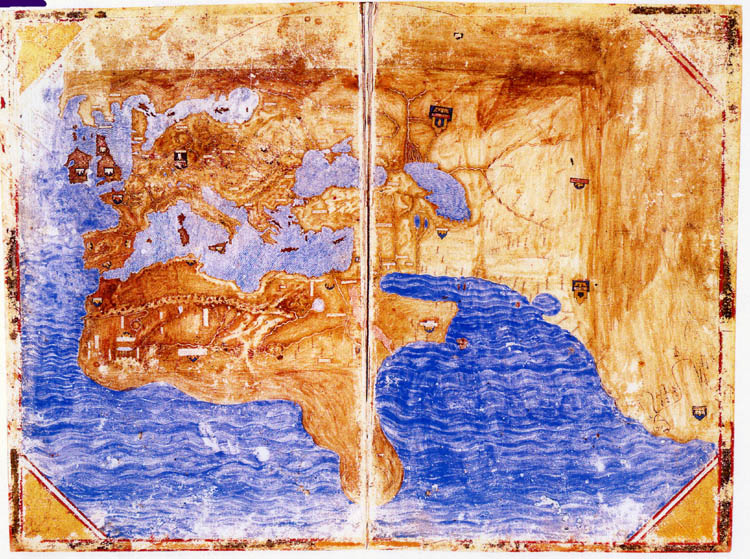
Mapa del món de l'atles Mèdici-Laurentià, del 1351 dC.

L' Atles Mèdici-Laurentià, també conegut simplement com l'Atles dels Mèdici (i altres variants, com per exemple "Laurenziano Gaddiano", "Laurentian Portolano", "Atlante Mediceo" o "Atles Laurentià"), és un conjunt anònim de mapes del segle xiv, probablement elaborats per un cartògraf genovès i datats explícitament el 1351 dC, encara que la majoria dels historiadors creuen que van ser realitzats, o almenys retocats, més tard. Actualment, l'atles es conserva a la Biblioteca Medicea Laurenziana de Florència, Itàlia.

## Fons
L'autor de l'atles Medici-Laurentià és desconegut. Tanmateix es creu que prové de la regió de la Ligúria, que en aquells temps, probablement, pertanyia a la República de Gènova, i podria haver-se realitzat per a un propietari florentí. L'atles és datat explícitament l'any 1351 dC (segons el seu calendari astronòmic), però els estudiosos creuen que és més probable que fos compost cap al 1370 dC, possiblement a partir de material anterior, i que probablement fou modificat més tard, amb esmenes fins al 1425–50.
Una datació del 1370 el situaria entre el mapa dels germans Pizzigani, del 1367, i l'Atles català dels Cresques, del 1375. Aquests dos mapes comparteixen elements coincidents amb el mapa Medici-Laurentià, però encara no se sap si aquest els va precedir o si és posterior. El mapa Medici-Laurentià també és contemporàni del Libro del Conoscimiento, un diari de viatge amb trets fantàstics d'autor desconegut, que es creu que va ser escrit entre els anys 1350 i 1399, amb el qual també comparteix trets geogràfics significatius. És possible que l'autor d'aquest llibre hagi inspirat l'atles Medici-Laurentià o hagi estat inspirat per ell.
Actualment, l'atles Medici-Laurentià és a càrrec de la Biblioteca Medicea Laurenziana de Florència, Itàlia (Gaddi. Rel. 9).

## Característiques
L'atles Medici-Laurentià és format per vuit fulls. El primer full és un calendari astronòmic, el segon full conté un mapa del món prou inusual, el tercer, quart i cinquè fulls componen una carta portulana típica del segle xiv (que mostra Europa, el nord d'Àfrica, el Mediterrani i el mar Negre), la sisena, la setena i la vuitena làmines són cartes especialitzades del mar Egeu, el mar Adriàtic i el mar Càspi.

### Mapa del Món
El segon full, el del mapa del món, és el que més ha cridat l'atenció. Si la data original de 1351 és certa, seria el primer mapa conegut que incorpora les informacions dels viatges d'en Marco Polo i de l'Ibn Batuta. El mapa ens mostra l'Àsia fins a l'Índia, indicant llocs com el sultanat de Delhi i d'altres amb una precisió raonable. L'atles també mostra el Caspi com un mar tancat, fet inusual en els mapes d'aquells temps.
Entre les característiques més sorprenents d'aquest mapa trobem una curiosa representació recognoscible de la forma del continent d'Àfrica gairebé un segle abans de l'era dels descobriments de Portugal. Efectivament, molt abans que els exploradors europeus ens confirmessin la forma del continent, l'atles dels Mèdici ja ens mostra el revolt del golf de Guinea i ens indica que l'Àfrica té un extrem meridional, és a dir, que els oceans Atlàntic i Índic estan connectats entre si sota el continent africà.
Aquesta representació tan exacta de l'Africa ha donat lloc a teories especulatives sobre la veracitat del mapa, sobre la navegació antiga i sobre els viatges secrets. Tanmateix, potser l'explicació de tot plegat és més mundana. Una possible font d'inspiració del "revolt de Guinea" dibuixat al mapa podria ser la llegenda del Sinus Aethiopicus que ens parla sobre el rumor d'un golf que es trobava en algun lloc al sud del cap Bojador i que es creia que penetrava profundament al continent africà. Aquest golf es descriu al diari de viatge fantasiós del Libro del Conoscimiento, possiblement ja des de l'any 1350 dC, i es troba de nou al mapa de Fra Mauro (1459), molt abans que fos descobert pels exploradors portuguesos. Certament, la idea que la costa de l'Àfrica Occidental no s'estén directament cap al sud sinó que pren un revolt pronunciat cap a l'est podria ser una referència borrosa al golf de Guinea real, però més probablement va ser només una conjectura afortunada. L'historiador Russell assenyala que el príncep portuguès Enric el Navegant va quedar fascinat per la llegenda del Sinus Aethiopicus, atès que feia possible la perspectiva d'una ruta marítima directa per l'Àfrica occidental fins al regne cristià del Preste Joan de l'Imperi Etíop, evitant les complicacions de viatjar per les terres musulmanes d'Egipte. A l'Atles Mèdici, la profunditat de la penetració del sinus gairebé arriba a Etiòpia.
Pel que fa a l'extensió cap al sud de la costa de l'Àfrica oriental, poc freqüent als mapes europeus, probablement es va extreure de fonts àrabs, que haurien sabut del trànsit comercial per la costa suahili musulmana fins a Sofala. I finalment, la representació al mapa de la connexió entre els dos oceans sota Sud-àfrica només ratifica l'antiga suposició, fonamentada en l'autoritat bíblica i clàssica, que totes les grans masses d'aigua del món estaven connectades entre si. Una Àfrica envoltada d'aigua ja es troba en altres mapes del món, com per exemple el d'en Petrus Vesconte, del 1320. A més, molt abans del mapa dels Mèdici, els germans Ugolino i Vandino Vivaldi de Gènova, l'any 1291, havien intentat navegar per la costa occidental d'Àfrica, amb l'objectiu explícit d'intentar trobar una ruta marítima cap a Àsia.
La naturalesa imaginària de la forma d'Àfrica al mapa Mèdici queda gairebé demostrada pel fet que aquest no mostra noms ni detalls per sota del cap Bojador. La gran excepció és el llegendari «Riu d'Or», el «Nil occidental» que apareix a les fonts àrabs, és a dir, el riu Senegal, connectat al riu Níger, que flueix pel cor de l'Imperi orífer de Mali. Aquest és el mateix riu Palolus que trobem al mapa dels germans Pizzigani, del 1367. Així, si optem per datar l'Atles Mèdici abans que el dels Pizzigani, aquest seria el primer mapa europeu que representa aquest riu tan important.

### Illes atlàntiques
L'Atles Medici-Laurentià també és important per a la història de les illes de l'Atlàntic nord. Probablement és el primer mapa que es beneficia de l'expedició cartogràfica del 1341 a les illes Canàries, patrocinada pel rei Afons IV de Portugal i comandada pel florentí Angiolino del Tegghia de Corbizzi i el genovés Nicoloso da Recco. Es diu que l'expedició va visitar tretze illes Canàries, set majors i sis menors. L'Atles Mèdici mostra la majoria de les principals illes Canàries, excel·lentment delineades, si bé encara no les anomena a totes, millorant molt el mapa d'Angelino Dulcert, del 1339, que només en nomena dues.
L'Atles Medici-Laurentià mostra també, per primera vegada, i quasi correctament situat, l'arxipèlag de Madeira, amb els seus noms moderns: Porto sto (Porto Santo), I. de lo Legname (Madeira, legname és el nom en ligur per a designar fusta.) i I. dexerta (Les illes desertes). L'arxipèlag de Madeira no serà descobert oficialment pels portuguesos fins al c. 1420. Altra vegada ens trobem en el misteri d'un mapa que adelanta als descobridors. Tanmateix, aquests noms podrien haver estat retocats posteriorment, tot i que cal dir que aquests mateixos noms ja figuraven al Libro del Conoscimiento.
A més, l'Atles dels Médici sembla també mostrar la localització de les Açores, essent el primer mapa a fer-ho. Hi són representades al nord-oest del grup de Madeira, alineades en un eix de nord a sud, en lloc de seguir en diagonal de nord-oest a sud-est. No totes les illes reben noms individuals, sinó més aviat són designades per grups. Més al sud hi ha l'Insule de Cabrera (Illes de Cabrera, terme que designa dues illes, aparentment Santa Maria i São Miguel), més al nord hi ha la que anomena, de manera individual, com Insula Brasi (Illa Brasi). En qualsevol cas, sembla referir a Terceira, però també podria ser el llegendari Brasil irlandès). Després, just a l'oest d'aquesta illa, s'hi representa un altre grup anomenat Insula de Ventura Sive de Columbis (Illes de Ventura o dels Coloms), en referència a tres illes, probablement São Jorge, Faial i Pico, i més al nord, hi figura un grup de dues illes més, anomenades Insula de Corvis Marinis (Illes dels corbs marins), en referència a Corvo i Flores. Curiosament, només hi manca l'illa Graciosa.
Aquestes illes de les Açores apareixen amb aquests noms en dos mapes mallorquins posteriors: l'Atles català, del 1375, i el mapa d'en Guillem Soler, del 1385, amb una ordenació més detallada dels grups. Per exemple, l'etiqueta "Ventura Sive de Columbis", del Mapa dels Medici, al mallorquí es divideix en tres noms diferents: "San Zorzo" (Sant Jordi?), Ventura (Faial) i Li Columbis (Pico). I, d'altra banda, la parella d'illes de "Corvis Marinis" al mapa mallorquí queden diferenciades entre Corvis Marinis (Corvo) i Li Conigi (conills, potser en referència a l'illa avui anomenada Flores). L'anònim autor del Libro del Conoscimiento també proporciona aquests noms, però desglossant el grup de Cabrera del sud, que els catalans de Mallorca semblen haver oblidat, entre les illes de las cabras (cabres, potser en referència a S. Miguel) i lobo (llop, potser en referencia a S. Maria).
Cap de les illes Açores serà descoberta oficialment fins gairebé un segle després, als anys 1430 i 1440 dC. El fet que figurin en aquests mapes podria ser pels seu caràcter llegendari, gràcies a les fonts d'origen àrab andalús (per exemple, Al-Idrissí ens parla d'una illa atlàntica de cabres salvatges (potser en referència a l'illa Cabrera) i una altra de corb marí, un ocell carronyer (potser els corbs marins de l'illa anomenada Corvis Marinis). Tanmateix, cal reconèixer que malgrat la seva inclinació errònia de l'eix, les Açores són representades agrupades i amb una precisió raonable al l'Atles dels Medici. Una altra possibilitat és que les Açores haguessin estat descobertes, o almenys vistes de lluny, per l'expedició cartogràfica del 1341 al seu retorn de les illes Canàries a causa l'execució d'un llarg arc de navegació (volta do mar).